# Asphondylia moehni
Asphondylia moehni är en tvåvingeart som beskrevs av Skuhrava 1989. Asphondylia moehni ingår i släktet Asphondylia och familjen gallmyggor. Inga underarter finns listade i Catalogue of Life.